# أوماداسيكلين
أوماداسيكلين( Omadacycline)، الذي يباع تحت الإسم التجاري نوزيرا(Nuzyra) ، هو مضاد حيوي يستخدم لعلاج الالتهاب الرئوي المكتسب من المجتمع و التهابات الجلد .  و يعطىعن طريق الفم أو عن طريق الحقن في الوريد. 
تشمل الآثار الجانبية الشائعة لهذا العقار على: مشاكل الكبد و ارتفاع ضغط الدم و مشاكل النوم و الإسهال و الصداع.  إضافة إلى ذلك، قد تشمل الآثار الجانبية الأخرى ردود الفعل التحسسية، و تغير لون الأسنان عند استخدامه لمن تقل أعمارهم عن 8 سنوات، والإصابة بعدوى المطثيه العسيره.  إنه مضاد حيوي من مجموعة التتراسيكلين من فئة الأمينوميثيلسيكلين . 
تمت الموافقة عليه للاستخدام الطبي في الولايات المتحدة في عام 2018.  و رغم ذلك، لم تتم الموافقة عليه في المملكة المتحدة أو أوروبا اعتبارًا من عام 2021.  في الولايات المتحدة، تبلغ تكلفة العلاج لمدة 14 يومًا حوالي 7100 دولارًا أمريكيًا اعتبارًا من عام 2021. 